# Tohu va-bohu

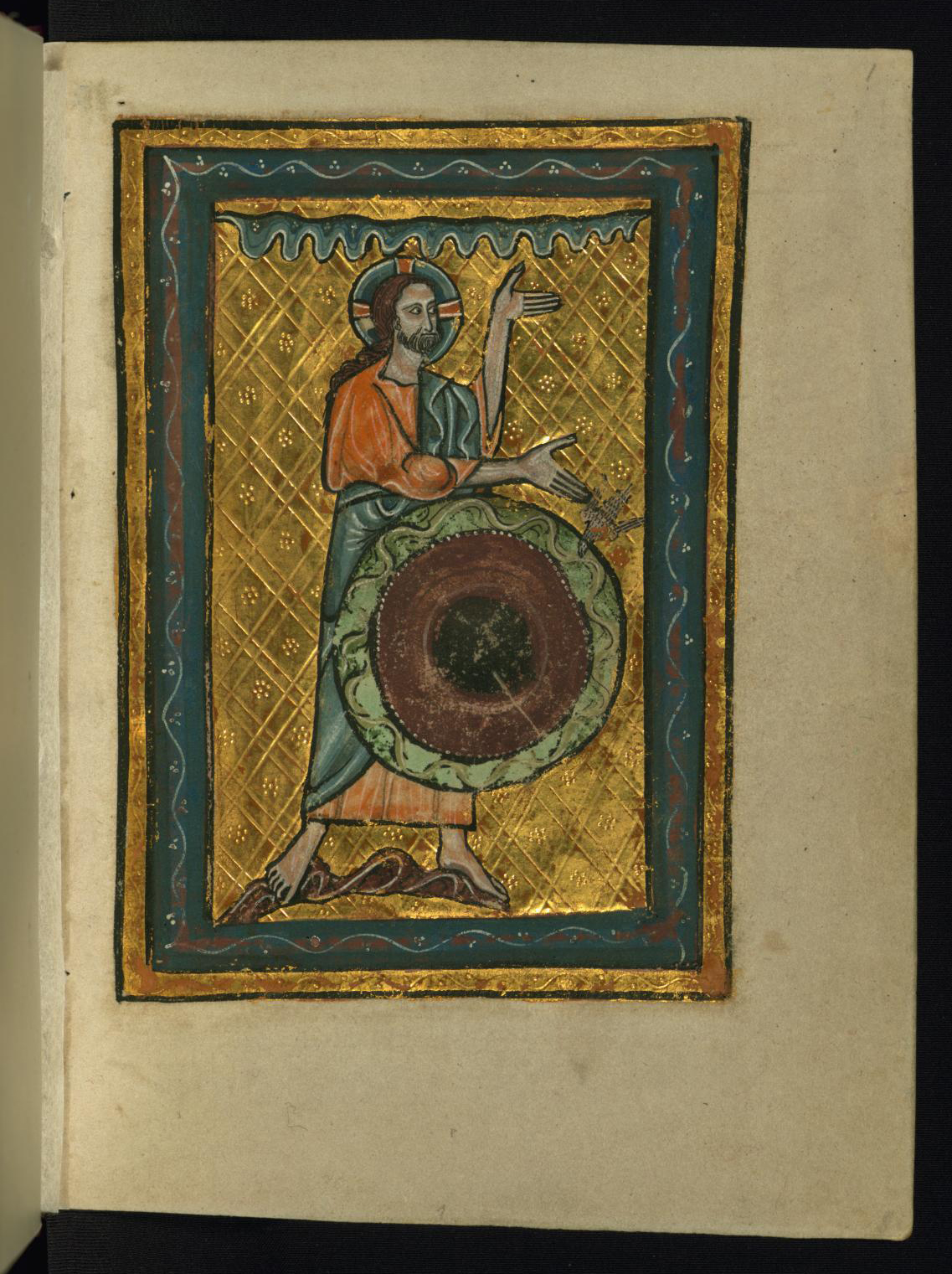
Miniatura de los dos primeros Días de la Creación (separación de la luz y la oscuridad; separación de las aguas primordiales por el firmamento), William de Brailes Ms. W.106 (c. 1250).

Tohu va-bohu (תֹ֙הוּ֙ וָבֹ֔הוּ) es una frase hebrea bíblica que se encuentra en la narración de la creación del Génesis (Génesis 1:2) que describe la condición de la tierra (eretz) inmediatamente antes de la creación de la luz en Génesis 1:3.
Numerosas interpretaciones de esta frase son hechas por varias fuentes teológicas. La traducción Reina-Valera de la frase es «desordenada y vacía», correspondiente a la LXX ἀόρατος καὶ ἀκατασκεύαστος, «invisible y sin forma».

## Texto
וְהָאָ֗רֶץ הָיְתָ֥ה תֹ֙הוּ֙ וָבֹ֔הוּ וְחֹ֖שֶׁךְ עַל־פְּנֵ֣י תְהֹ֑ום וְר֣וּחַ אֱלֹהִ֔ים מְרַחֶ֖פֶת עַל־פְּנֵ֥י הַמָּֽיִם
–Génesis 1:2 (Westminster Leningrad Codex)
Y la tierra estaba desordenada y vacía, y las tinieblas estaban sobre la faz del abismo, y el Espíritu de Dios se movía sobre la faz de las aguas.
–Génesis 1:2 (Reina-Valera 1960)
La tierra era un caos total, las tinieblas cubrían el abismo, y el Espíritu de Dios se movía sobre la superficie de las aguas.
–Génesis 1:2 (Nueva Versión Internacional)
Las palabras tohu y bohu también aparecen en paralelo en Isaías 34:11, donde la versión Reina-Valera 1960 las traduce con las palabras «destrucción» y «asolamiento».
Las dos palabras hebreas son correctamente segolates, deletreadas tohuw y bohuw. El tohuw hebreo se traduce como «desperdicio, lo que es asolado, desierto, vacío, vanidad, nada». Tohuw se usa con frecuencia en Isaías en el sentido de «vanidad», pero bohuw no aparece en ningún otro lugar en la Biblia hebrea (fuera de Génesis 1:2; Isaías 34:11, mencionado anteriormente; y en Jeremías 4:23, que es una referencia a Génesis 1:2), su uso junto a tohuw es mera paronomasia, y se le da la traducción equivalente de «vacío, vacuidad».

## Interpretación
En el período rabínico temprano, el versículo era un punto de discusión con respecto a la pregunta de creatio ex nihilo. En Bereshit Rabá 1:14, el rabino Akiva refuta los puntos de vista gnósticos y otros puntos de vista heréticos según los cuales la materia existía primordialmente y que Dios solo no creó el mundo. En Bereshit Rabá 2:2, los rabinos Abbahu y Judá ben Simón da analogías en las que tohu wa-bohu significa «perplejo y asombrado» (mentalmente sin forma y vacío), refiriéndose a la confusión de la Tierra que, después de haber sido creada simultáneamente con los Cielos en Génesis 1:1, ahora inmediatamente juega un papel inferior.
Abraham bar Hiyya (siglo XII) fue el primero en interpretar el tohu y bohu de Génesis 1: 2 como «materia» y «forma», y la misma idea aparece en Bahir 2.9-10.
La frase está posiblemente relacionada con el Yesod hapashut («elemento simple») en la Cábala, en el que «todo está unido como uno, sin diferenciación».